# Сезон по снукър 2006/2007
Сезонът по снукър 2006/2007 представлява поредица от състезания по снукър, които се играят през 2006 и 2007 г. По време на този сезон подрежданията в схемите на състезанията се правят като се използва ранглистата за сезона. От точките спечелени от играчите през този сезон и точките от предишния сезон, след приключването на сезон 2006/2007 се образува ранглистата за следващата година. Долната таблица показва датите и резултатите от турнирите за ранглистата и по-големите състезания извън ранглистата, които се провеждат през сезона.
| Дата                      | Състезание                    | Място на провеждане | Победител      | Опонент        | Резултат     |
| 13 август — 20 август     | Трофей на Северна Ирландия    | Белфаст             | Дин Джънхуй    | Рони О'Съливан | 9-6          |
| 2 септември               | Пот Блек                      | Лондон              | Марк Уилямс    | Джон Хигинс    | 119-13 точки |
| 21 октомври — 29 октомври | Гран При                      | Абърдийн            | Нийл Робъртсън | Джейми Коуп    | 9-5          |
| 4 декември — 17 декември  | Британско първенство          | Йорк                | Питър Ебдън    | Стивън Хендри  | 10-6         |
| 14 януари — 21 януари     | Мастърс                       | Лондон              | Рони О'Съливан | Дин Джънхуй    | 10-3         |
| 29 януари — 4 февруари    | Купа на Малта                 | Портомасо           | Шон Мърфи      | Райън Дей      | 9-4          |
| 11 февруари — 18 март     | Открито първенство на Уелс    | Нюпорт              | Нийл Робъртсън | Андрю Хигинсън | 9-8          |
| 25 март — 1 април         | Открито първенство на Китай   | Бейджинг            | Греъм Дот      | Джейми Коуп    | 9-5          |
| 21 април — 7 май          | Световно първенство по снукър | Шефилд              | Джон Хигинс    | Марк Селби     | 18-13        |